# Східний хрест
Східний Хрест (пол. Krzyż Wschodni) — державна нагорода Республіки Польща.
Східний Хрест — польська цивільна нагорода, заснована 15 грудня 2016 року, призначена для нагородження іноземців, які допомагали людям польської національності на колишніх східних прикордонних територіях Першої та Другої Республіки Польщі та на території колишнього Радянського Союзу в 1917—1991 роках. «Близнюк» Західний Хрест.

## Історія заснування
Дизайн нагороди був поданий до Сейму Республіки Польща 9 вересня 2016 року групою депутатів, яку представляв Міхал Дворчик. Після одноголосного прийняття Сеймом поправок Комітету з питань зв'язку з поляками за кордоном 7 листопада він був переданий спікеру Сенату та президенту Республіки Польща. 15 грудня були прийняті деякі поправки Сенату для доопрацювання закону, який президент Анджей Дуда підписав 28 грудня.

## Нагородження
Нагороду вручають іноземцям, які допомагали полякам чи громадянам Польщі. Це знак подяки та вираз поваги та пам'яті людям, які у 1917—1991 рр. допомагали полякам на колишніх східних прикордонних територіях Першої та Другої Польської Республіки та на території колишнього Радянського Союзу та врятували їх перед переслідуванням та геноцидом, ризикуючи власним життям та своєї родини.
Хрестом нагороджує Президент Республіки Польща на прохання міністра, уповноваженого із закордонних справ, який представляє пропозиції за власною ініціативою або з ініціативи ветеранських спілок та об'єднань, громадських організацій, керівника Управління у справах ветеранів війни та жертв гноблення, директора Інституту солідарності та відваги та приватних осіб, після отримання позитивної думки Президента Інституту національної пам'яті.